# 美瑛町
美瑛町（びえいちょう）は、北海道上川郡にある町。「日本で最も美しい村連合」に加盟している。

## 概要
北海道を代表する観光地の一つ。特に「青い池」や「四季彩の丘」は、北海道を代表する風景として知名度が高い。それらに加え、なだらかな丘陵と豊かな自然環境と丘陵風景が特徴になっている。町全域を「景観計画区域」の対象にしており、「美しい日本のむら景観百選」、「美しい日本の歩きたくなるみち500選」（美瑛リフレッシュライン）に選定されているほか、町の南に広がる富良野盆地を経て占冠村に至るエリアの6市町村で「富良野・美瑛観光圏」を形成している。

## 地理
北海道のほぼ中央、大雪山国立公園の十勝岳連峰と夕張山系との間に位置している。十勝岳連峰は複数回の大規模噴火によって火砕流が周辺地域に広く分布し、放射状に河川が流れて谷を形成された。美瑛の波状丘陵は噴火と河川の侵食によるものであり、丘と沢が連続性を持って成り立ち変化に富んでいる。また、波状丘陵の上に格子状の区画割りで開墾を行ったことが美瑛の個性的な景観を生み出すことになった。開拓は沢の平坦地を水田に、丘の傾斜地を畑に開墾していった。
- 山：白雲岳（2,230 m）、忠別岳（1,963 m）、化雲岳（1,954 m）、トムラウシ山（2,141 m）、オプタテシケ山（2,013 m）、ベベツ岳（1,860 m）、美瑛富士（1,888 m）、美瑛岳（2,052 m）、十勝岳（2,077 m）、瑠辺蘂山（859 m）、熊山（724 m）、那英山（819 m）
- 河川：忠別川、辺別川、宇莫別川、置杵別川、美瑛川、美瑛美馬牛川、瑠辺蘂川、オイチャヌンペ川
- 池沼：硫黄沼、北沼、青い池
- 滝：白金不動の滝、白ひげの滝
- ダム：聖台ダム、新区画ダム、水沢ダム、しろがねダム、日新ダム

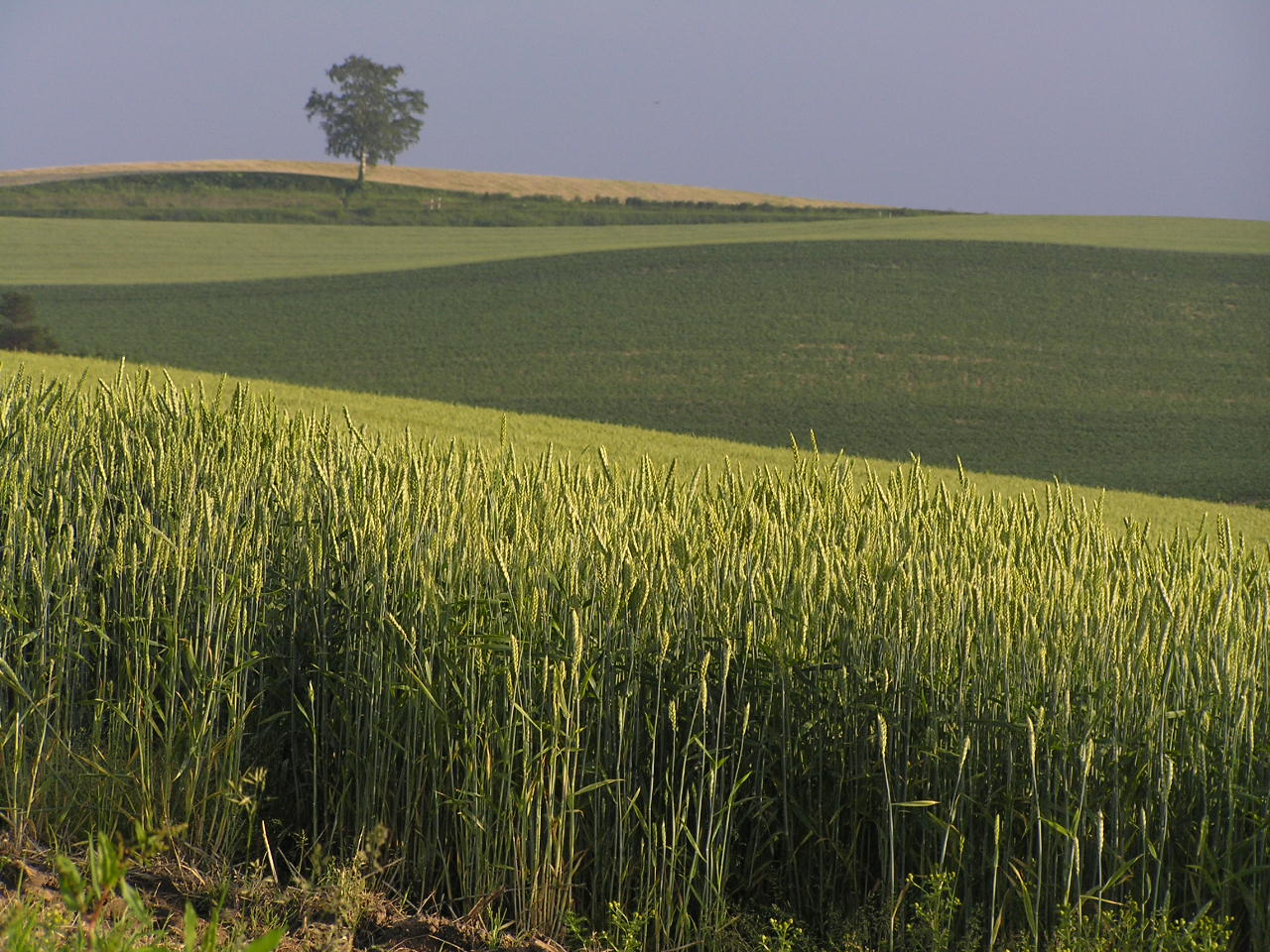
美瑛の代名詞にもなっている波状丘陵
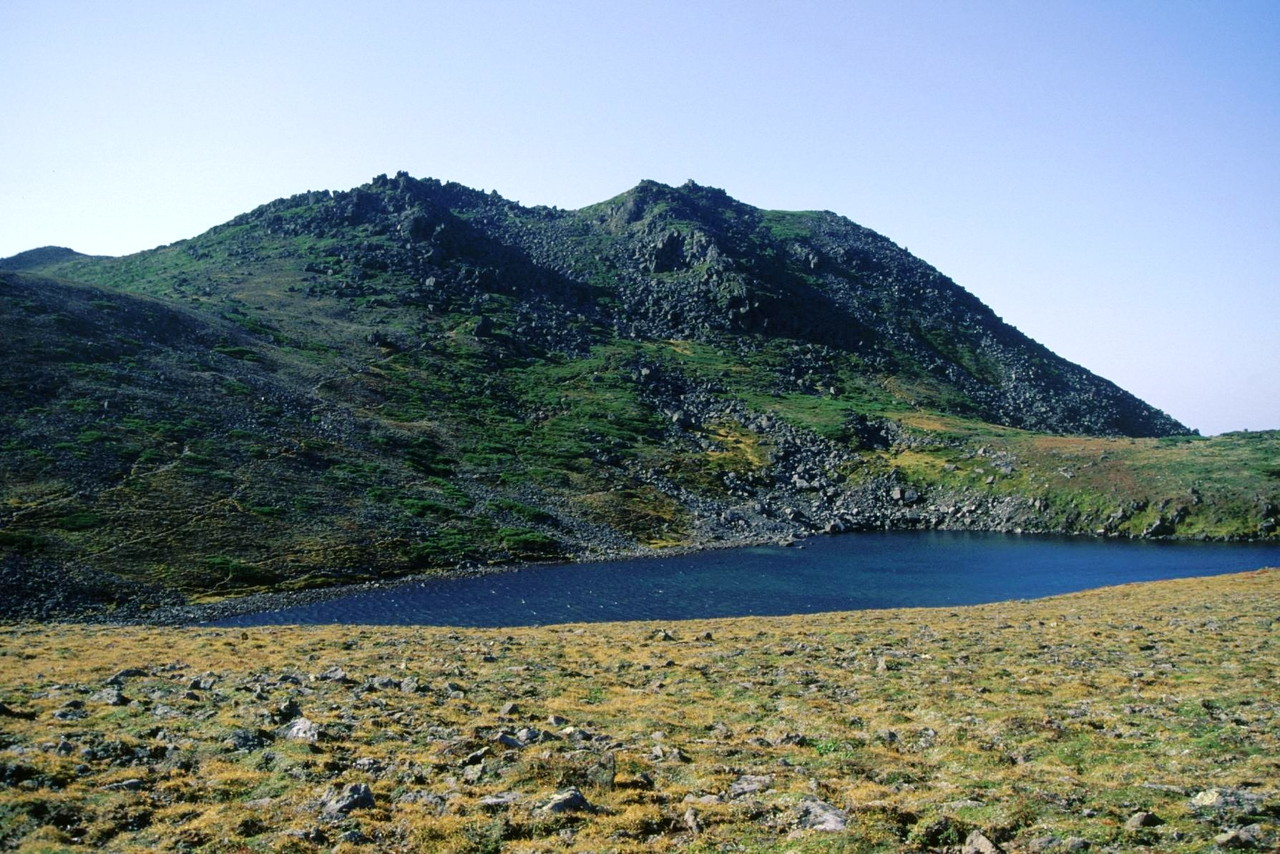
トムラウシ山と北沼（2006年8月）
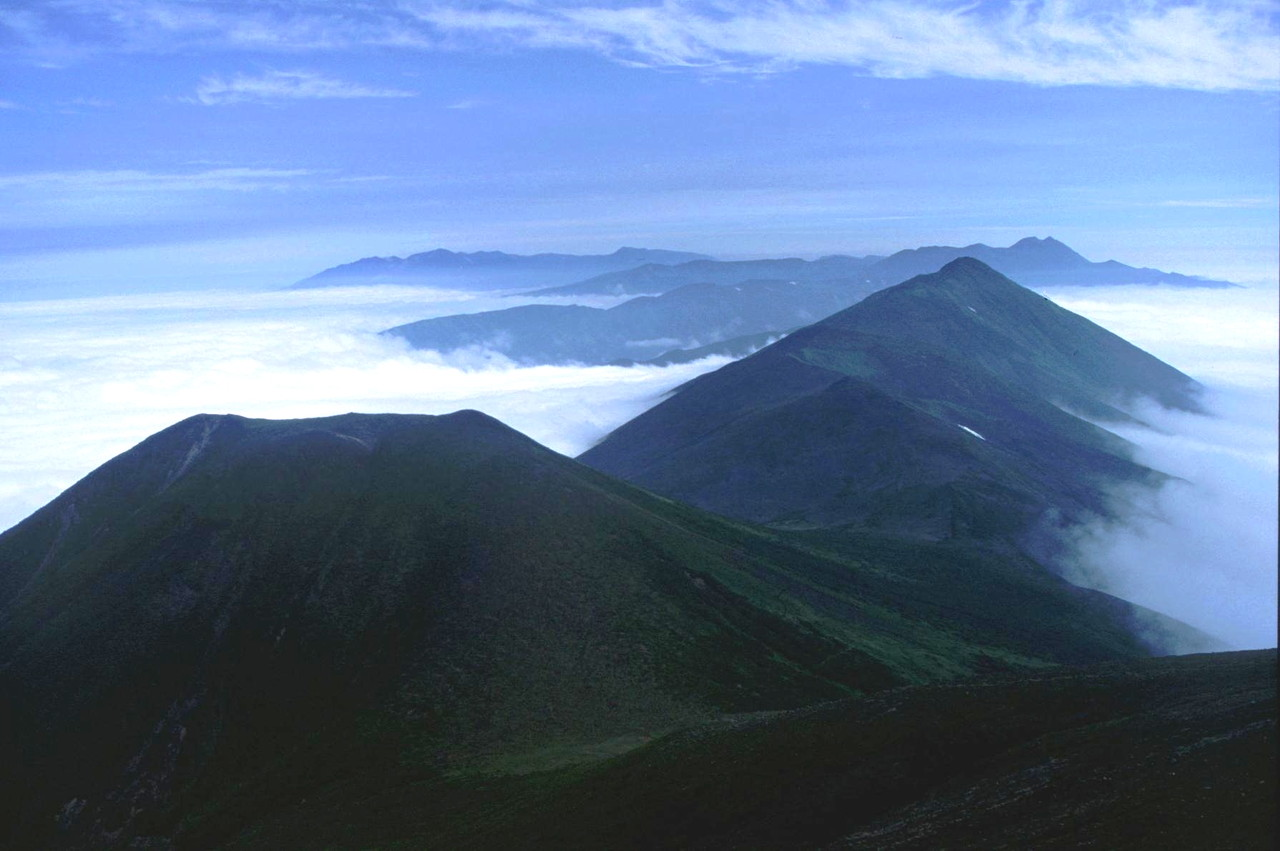
オプタテシケ山と美瑛富士（2005年8月）
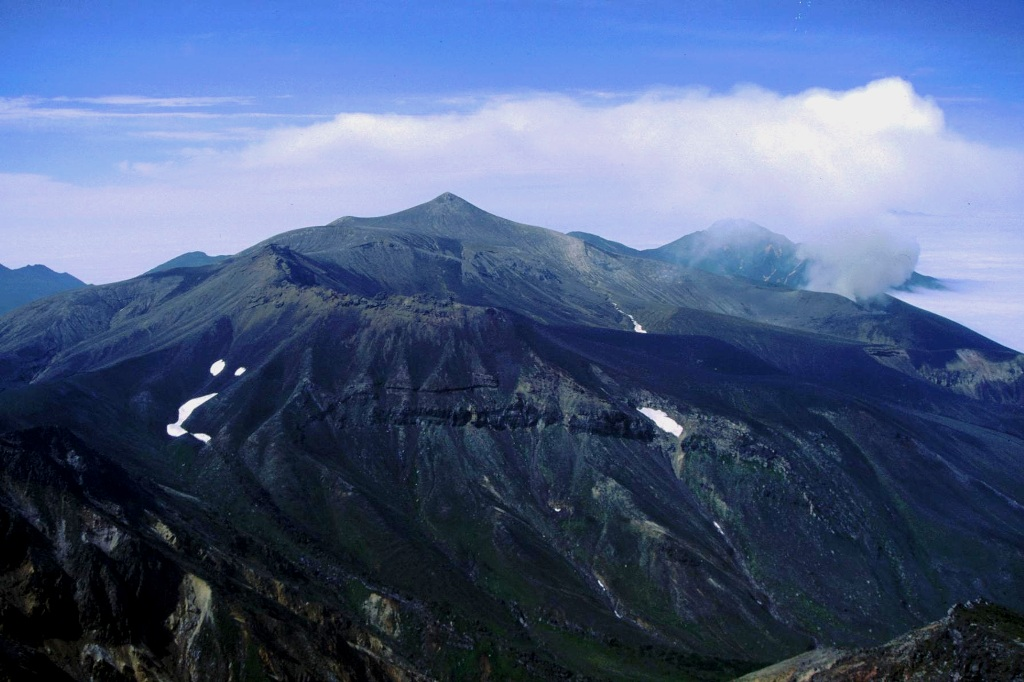
美瑛岳から眺めた十勝岳（1998年8月）
美瑛川（2013年5月）
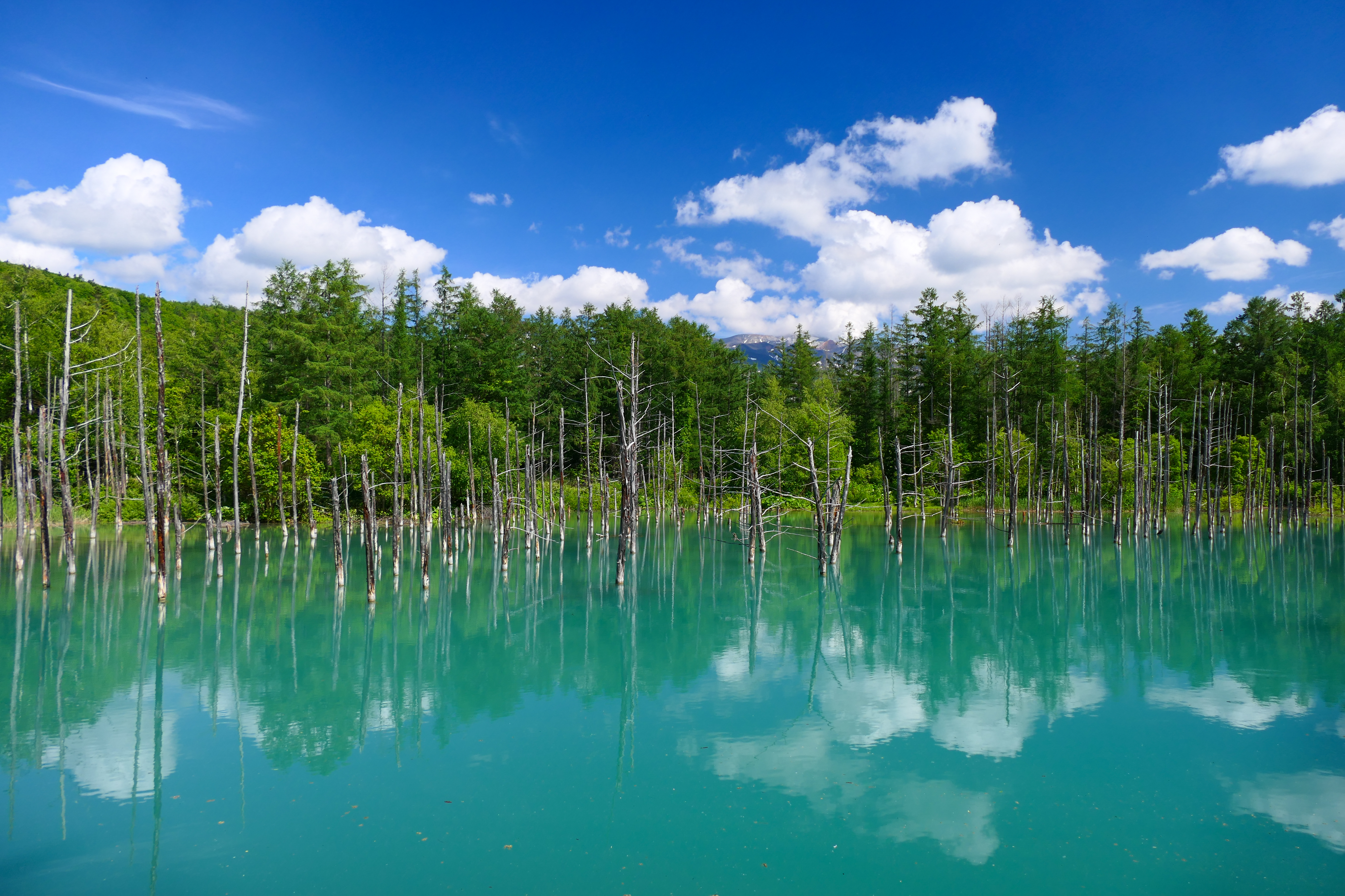
青い池（2022年6月）
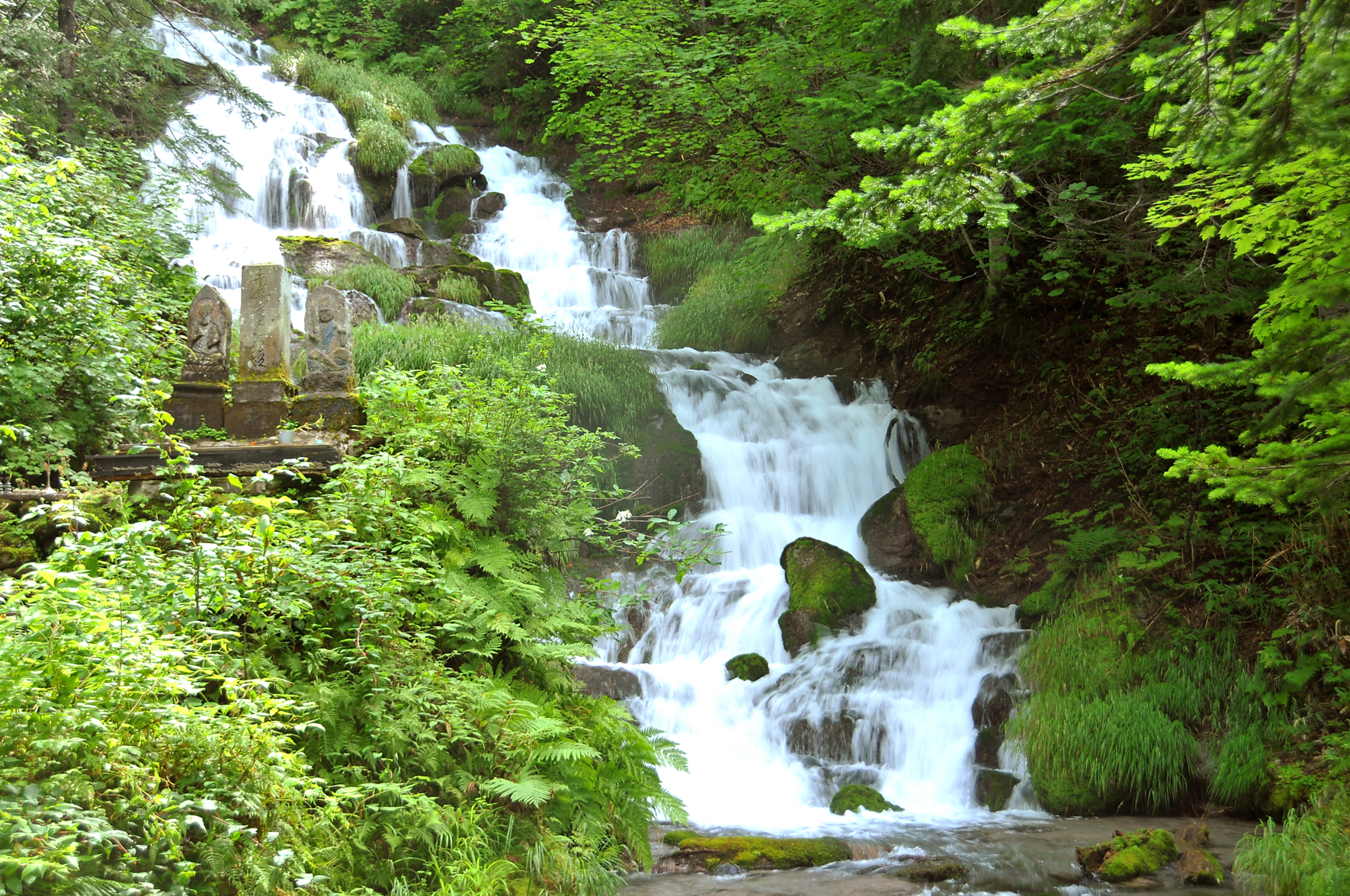
白金不動の滝（2010年8月）
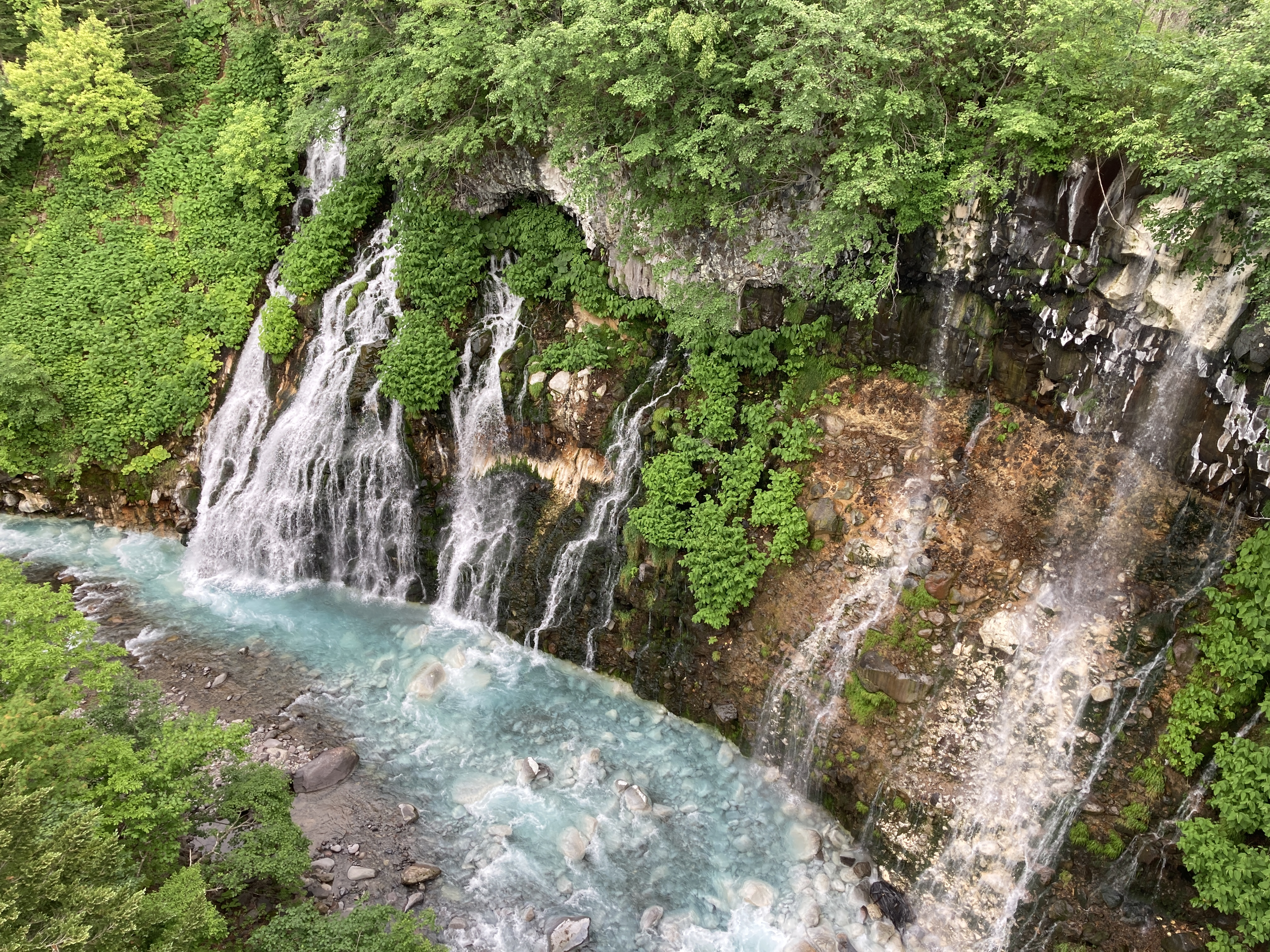
白ひげの滝（2022年6月）

### 人口
1960年（昭和35年）にピークを迎えた人口は、その後、減少傾向が続いている。
| |                                        |  |
| 美瑛町と全国の年齢別人口分布（2005年） | 美瑛町の年齢・男女別人口分布（2005年） |  |
| ■紫色 ― 美瑛町 ■緑色 ― 日本全国 | ■青色 ― 男性 ■赤色 ― 女性              |  |
| 美瑛町（に相当する地域）の人口の推移 \| 1970年（昭和45年） \| 18,002人 \| \| \| 1975年（昭和50年） \| 15,719人 \| \| \| 1980年（昭和55年） \| 14,826人 \| \| \| 1985年（昭和60年） \| 13,975人 \| \| \| 1990年（平成2年） \| 12,769人 \| \| \| 1995年（平成7年） \| 12,106人 \| \| \| 2000年（平成12年） \| 11,902人 \| \| \| 2005年（平成17年） \| 11,628人 \| \| \| 2010年（平成22年） \| 10,955人 \| \| \| 2015年（平成27年） \| 10,292人 \| \| \| 2020年（令和2年） \| 9,668人 \| \| |                                        |  |
| 総務省統計局 国勢調査より |                                        |  |
| 1970年（昭和45年） | 18,002人                               |  |
| 1975年（昭和50年） | 15,719人                               |  |
| 1980年（昭和55年） | 14,826人                               |  |
| 1985年（昭和60年） | 13,975人                               |  |
| 1990年（平成2年） | 12,769人                               |  |
| 1995年（平成7年） | 12,106人                               |  |
| 2000年（平成12年） | 11,902人                               |  |
| 2005年（平成17年） | 11,628人                               |  |
| 2010年（平成22年） | 10,955人                               |  |
| 2015年（平成27年） | 10,292人                               |  |
| 2020年（令和2年） | 9,668人                                |  |

### 消滅集落
2015年国勢調査によれば、以下の集落は調査時点で人口0人の消滅集落となっている。
- 美瑛町 - 字忠別

## 気候
ケッペンの気候区分によると、美瑛町は湿潤大陸性気候に属する。寒暖の差が大きく気温の年較差、日較差が大きい顕著な大陸性気候である。降雪量が多く、周辺の自治体と同様に特別豪雪地帯に指定されている。冬季に-25℃を下回る気温が観測されることが珍しくなく、寒さが厳しい。
| 美瑛（1991年 - 2020年）の気候      | 美瑛（1991年 - 2020年）の気候 | 美瑛（1991年 - 2020年）の気候 | 美瑛（1991年 - 2020年）の気候 | 美瑛（1991年 - 2020年）の気候 | 美瑛（1991年 - 2020年）の気候 | 美瑛（1991年 - 2020年）の気候 | 美瑛（1991年 - 2020年）の気候 | 美瑛（1991年 - 2020年）の気候 | 美瑛（1991年 - 2020年）の気候 | 美瑛（1991年 - 2020年）の気候 | 美瑛（1991年 - 2020年）の気候 | 美瑛（1991年 - 2020年）の気候 | 美瑛（1991年 - 2020年）の気候 |
| 月                                 | 1月                           | 2月                           | 3月                           | 4月                           | 5月                           | 6月                           | 7月                           | 8月                           | 9月                           | 10月                          | 11月                          | 12月                          | 年                            |
| ---------------------------------- | ----------------------------- | ----------------------------- | ----------------------------- | ----------------------------- | ----------------------------- | ----------------------------- | ----------------------------- | ----------------------------- | ----------------------------- | ----------------------------- | ----------------------------- | ----------------------------- | ----------------------------- |
| 最高気温記録 °C （°F）             | 6.3 (43.3)                    | 12.4 (54.3)                   | 15.4 (59.7)                   | 27.8 (82)                     | 34.4 (93.9)                   | 36.0 (96.8)                   | 36.1 (97)                     | 37.1 (98.8)                   | 32.7 (90.9)                   | 27.2 (81)                     | 20.2 (68.4)                   | 12.3 (54.1)                   | 37.1 (98.8)                   |
| 平均最高気温 °C （°F）             | −3.9 (25)                     | −2.6 (27.3)                   | 2.0 (35.6)                    | 10.2 (50.4)                   | 18.0 (64.4)                   | 22.3 (72.1)                   | 25.7 (78.3)                   | 25.8 (78.4)                   | 21.3 (70.3)                   | 14.2 (57.6)                   | 5.6 (42.1)                    | −1.6 (29.1)                   | 11.4 (52.5)                   |
| 日平均気温 °C （°F）               | −8.7 (16.3)                   | −7.9 (17.8)                   | −3.0 (26.6)                   | 4.4 (39.9)                    | 11.3 (52.3)                   | 15.9 (60.6)                   | 19.7 (67.5)                   | 20.0 (68)                     | 15.2 (59.4)                   | 8.3 (46.9)                    | 1.5 (34.7)                    | −5.5 (22.1)                   | 5.9 (42.6)                    |
| 平均最低気温 °C （°F）             | −14.8 (5.4)                   | −14.7 (5.5)                   | −9.1 (15.6)                   | −1.3 (29.7)                   | 4.7 (40.5)                    | 10.0 (50)                     | 14.7 (58.5)                   | 15.2 (59.4)                   | 9.8 (49.6)                    | 3.0 (37.4)                    | −2.9 (26.8)                   | −10.8 (12.6)                  | 0.3 (32.5)                    |
| 最低気温記録 °C （°F）             | −33.2 (−27.8)                 | −32.7 (−26.9)                 | −27.5 (−17.5)                 | −14.2 (6.4)                   | −4.7 (23.5)                   | −0.9 (30.4)                   | 3.8 (38.8)                    | 4.7 (40.5)                    | −0.6 (30.9)                   | −6.0 (21.2)                   | −20.8 (−5.4)                  | −27.3 (−17.1)                 | −33.2 (−27.8)                 |
| 降水量 mm （inch）                 | 41.1 (1.618)                  | 38.3 (1.508)                  | 47.0 (1.85)                   | 49.5 (1.949)                  | 68.5 (2.697)                  | 69.5 (2.736)                  | 121.2 (4.772)                 | 168.3 (6.626)                 | 129.0 (5.079)                 | 96.0 (3.78)                   | 94.5 (3.72)                   | 73.5 (2.894)                  | 988.8 (38.929)                |
| 降雪量 cm （inch）                 | 164 (64.6)                    | 141 (55.5)                    | 129 (50.8)                    | 28 (11)                       | 0 (0)                         | 0 (0)                         | 0 (0)                         | 0 (0)                         | 0 (0)                         | 3 (1.2)                       | 79 (31.1)                     | 182 (71.7)                    | 708 (278.7)                   |
| 平均降水日数 （≥1.0 mm）           | 15.2                          | 13.1                          | 13.6                          | 11.4                          | 11.0                          | 9.9                           | 10.9                          | 11.7                          | 12.3                          | 14.1                          | 17.9                          | 18.2                          | 158.3                         |
| 平均月間日照時間                   | 67.5                          | 83.2                          | 122.1                         | 154.0                         | 181.5                         | 166.0                         | 161.6                         | 156.2                         | 149.8                         | 123.4                         | 60.1                          | 47.9                          | 1,475.1                       |
| 出典1：Japan Meteorological Agency |                               |                               |                               |                               |                               |                               |                               |                               |                               |                               |                               |                               |                               |
| 出典2：気象庁                      |                               |                               |                               |                               |                               |                               |                               |                               |                               |                               |                               |                               |                               |

## 歴史
美瑛町は、1887年（明治20年）に上川原野一帯の「植民地区選定事業」が開始され、1892年（明治25年）に未開地として神楽村（現在は旭川市の一部）に属していたが、1894年（明治27年）に旭地区、1895年（明治28年）に原野地区で開墾が始まって農場が創設されていった。
- 江戸時代後期には、江戸幕府の天領となる。
- 1858年（安政5年）：松浦武四郎が美瑛を調査。
- 1899年（明治32年）：十勝線（現在の富良野線）美瑛駅 – 旭川駅間開通。
- 1900年（明治33年）：石狩国上川郡神楽村から分村し、美瑛村となる。
- 1915年（大正04年）：二級町村制施行。
- 1921年（大正10年）：一級町村制施行。
- 1929年（昭和04年）：北海道庁立美瑛農事試作場設置（1950年廃止）。
- 1932年（昭和07年）：美瑛貯水池（聖台ダム）の建設が始まる。労働力として旭川刑務支所の受刑者が動員された[15]。
- 1940年（昭和15年）：町制施行で美瑛町となる。
- 1963年（昭和38年）：町民憲章と町章を制定。
- 1966年（昭和41年）：白金に国立大雪青年の家開設。
- 1973年（昭和48年）：オーストリアのザールバッハ町と姉妹都市提携（現在は提携終了）。
- 1978年（昭和53年）：「北海道歩くスキー交歓会」（現在の「宮様国際スキーマラソン」）初開催。
- 1987年（昭和62年）：風景写真家前田真三のフォトギャラリー「拓真館」オープン。
- 1988年（昭和63年）：ヘルシーマラソン初開催。
- 1989年（平成元年）：美瑛町自然環境保全条例を制定。
- 1991年（平成03年）：本通地区が「ふるさとの顔づくりモデル土地区画整理事業」モデル地区指定[16]。
- 1992年（平成04年）：青森県中津軽郡岩木町（現在は弘前市の一部）と姉妹都市提携（現在は提携終了）。十勝岳を24時間体制で監視する「十勝岳砂防情報センター」完成。
- 1994年（平成06年）：四季の塔を開設。
- 1997年（平成09年）：四季の情報館が完成。
- 1999年（平成11年）：美瑛町開基100年。
- 2003年（平成15年）：保健センター完成。「美瑛の美しい景観を守り育てる条例」「住み良いまち美瑛をみんなでつくる条例」制定。
- 2004年（平成16年）：東川町および東神楽町との「大雪地区広域連合」が業務開始[17]。
- 2005年（平成17年）：ふれあい館ラヴニール、西美体験交流館（榎木孝明水彩画館）がオープン。「日本で最も美しい村連合」設立。
- 2006年（平成18年）：丘のくら、スポーツセンターがオープン。
- 2007年（平成19年）：丘のくらが道の駅（道の駅びえい「丘のくら」）指定。
- 2008年（平成20年）：置杵牛農産物加工交流施設オープン。
- 2010年（平成22年）：「美瑛センチュリーライド」初開催。
- 2012年（平成24年）：新図書館オープン。
- 2014年（平成26年）：美瑛町北瑛体験交流施設「北瑛小麦の丘」オープン。
- 2015年（平成27年）：美瑛町活性化交流施設丘のまち交流館 bi.yell（ビ・エール）オープン。
- 2016年（平成28年）：美瑛町白金クレー射撃場完成。十勝岳望岳台防災シェルター開設[18]。
- 2018年（平成30年）：道の駅びえい「白金ビルケ」オープン。

## 町議会
- 議員定数14人[19]
- 議会
  - 定例会 年4回（3月、6月、9月、12月）[19]
  - 臨時会[19]
- 委員会
  - 総務文教常任委員会（委員定数7人）[19]
  - 産業経済常任委員会（委員定数7人）[19]
  - 議会運営委員会（委員定数5人）[19]
  - 特別委員会[19]
  - 議会報特別委員会（委員定数4人）[19]
  - 予算審査特別委員会（委員定数13人）[19]
  - 決算審査特別委員会（委員定数12人）[19]

## 公共施設
- 美瑛町町民センター
- 美瑛町図書館
- 美瑛町スポーツセンター
- 美瑛町民スキー場
- ふれあい運動広場
- 町民丸山プール
- 丸山橋パークゴルフ場
- みどり橋パークゴルフ場
- 新区画パークゴルフ場
- ビルケの森パークゴルフ場

## 公的機関
国の出先機関
- 農林水産省
  - 林野庁北海道森林管理局上川中部森林管理署美瑛森林事務所

独立行政法人
- 国立青少年教育振興機構
  - 国立大雪青少年交流の家[20]

北海道庁の出先機関
- 上川総合振興局
  - 上川農業改良普及センター大雪支所

警察
- 北海道警察旭川東警察署美瑛交番

消防
- 大雪消防組合消防本部
  - 美瑛消防署

ごみ処理
- 大雪清掃組合
  - しらかば清掃センター
  - リサイクルプラザたいせつ

病院
- 美瑛町立病院

報道機関
- びえい新聞

フリーペーパー
- ライナーネットワーク
- asatan

## 教育機関
高等学校
- 北海道美瑛高等学校

中学校
- 美瑛町立美瑛中学校
- 美瑛町立美馬牛中学校

小中学校
- 美瑛町立明徳小中学校

小学校
- 美瑛町立美瑛小学校
- 美瑛町立美馬牛小学校
- 美瑛町立美沢小学校
- 美瑛町立美進小学校
- 美瑛町立美瑛東小学校

認可保育園
- 美瑛町立どんぐり保育園

へき地保育所
- 美瑛町立美田へき地保育所
- 美瑛町立ルベシベへき地保育所
- 美瑛町立美馬牛へき地保育所
- 美瑛町立美沢へき地保育所
- 美瑛町立下宇莫別へき地保育所
- 美瑛町立朗根内へき地保育所

幼稚園
- あおば幼稚園

## 経済・産業
農業を基幹産業として畑作と稲作により発展してきたが、水田の転作による田・野菜や畑・野菜の複合経営が多く、小麦、飼料用作物、てん菜（サトウダイコン）、水稲、ジャガイモ（馬鈴薯）、大豆などを生産している。同じ圃場でも作付が毎年変わることにより美瑛独特の「パッチワーク」と表現される丘陵地帯の田園風景を作り出している。
美瑛町特産野菜としてアスパラガスの品種「ラスノーブル」があり、2010年を最後に種子供給が途絶えたため、町ではクラウドファンディングで集まった寄付金833万円などを活用して、2020年から苗復活を試みている。
林業では町域面積の約7割を森林が占めており、その内約1/3が民有林であり多くが人工林になっている。
商工業は豊富な農産物や観光資源を基盤として営まれている。2015年（平成27年）に美瑛プレミアムブランド「ビエイティフル」が誕生し、厳選した町内特産品の取扱いを始めた。
立地企業
- カルビーポテト
- びえいフーズ

組合
- 美瑛町農業協同組合（JAびえい）
- 北海道農業共済組合（NOSAI北海道）美瑛家畜診療所[27]
- 美瑛町森林組合
- びえいからまつ協同組合[28]
- びえい白金温泉観光組合[29]
- 美瑛施設管理協同組合

スーパーマーケット
- 道北アークス（アークスグループ）
  - スーパーチェーンふじ美瑛店
- ホクレン商事
  - ホクレンショップびえい店

金融機関
- 北海道銀行美瑛支店
- 旭川信用金庫美瑛支店
- JAバンク北海道（北海道信用農業協同組合連合会）JAびえい本所

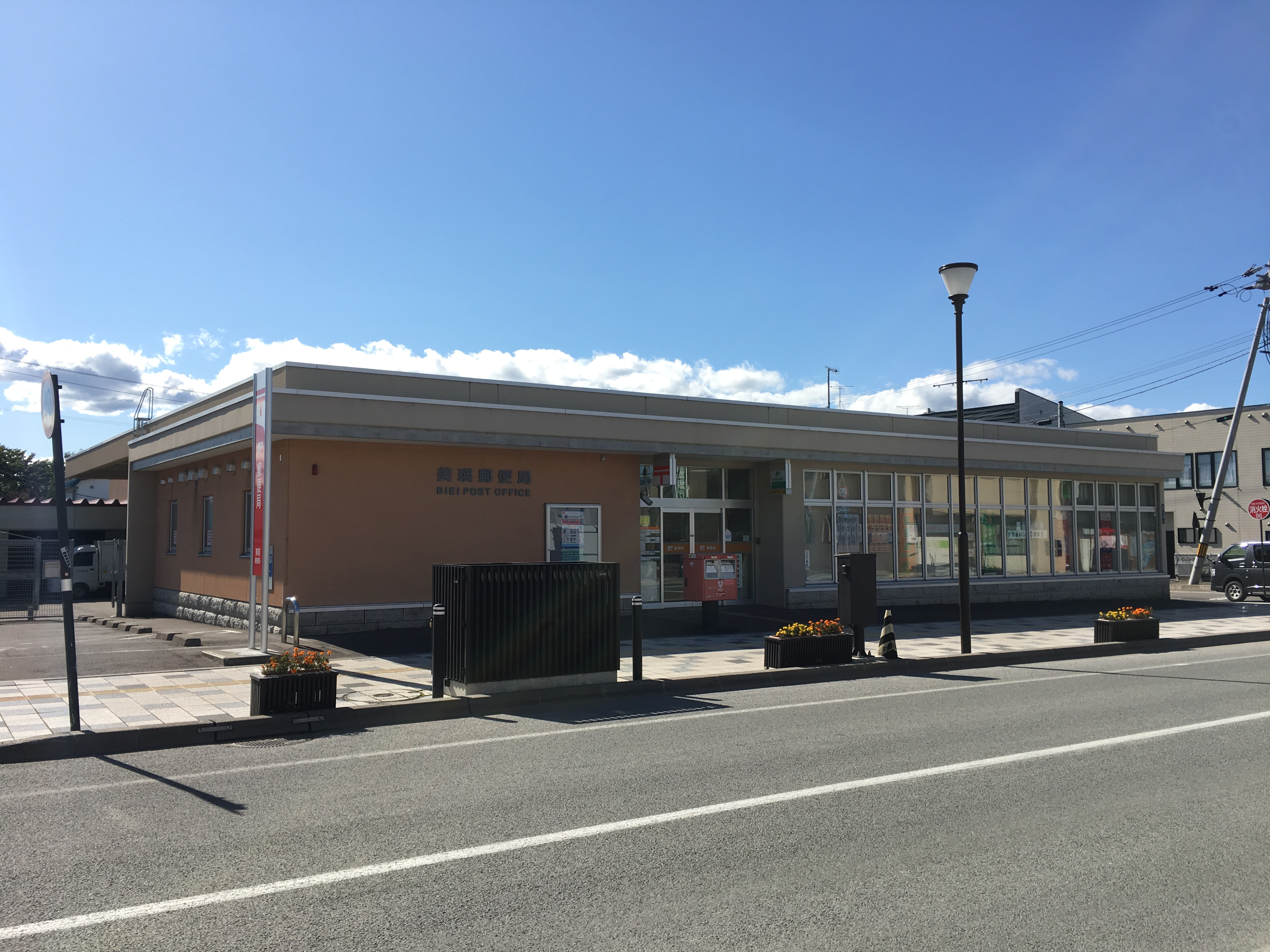
美瑛郵便局

郵便局
- 美瑛郵便局（集配局）
- 朗根内郵便局
- 美馬牛郵便局

宅配便
- ヤマト運輸：道北主管支店

北海道美瑛センター
- 佐川急便：旭川営業所（旭川市）

## 交通

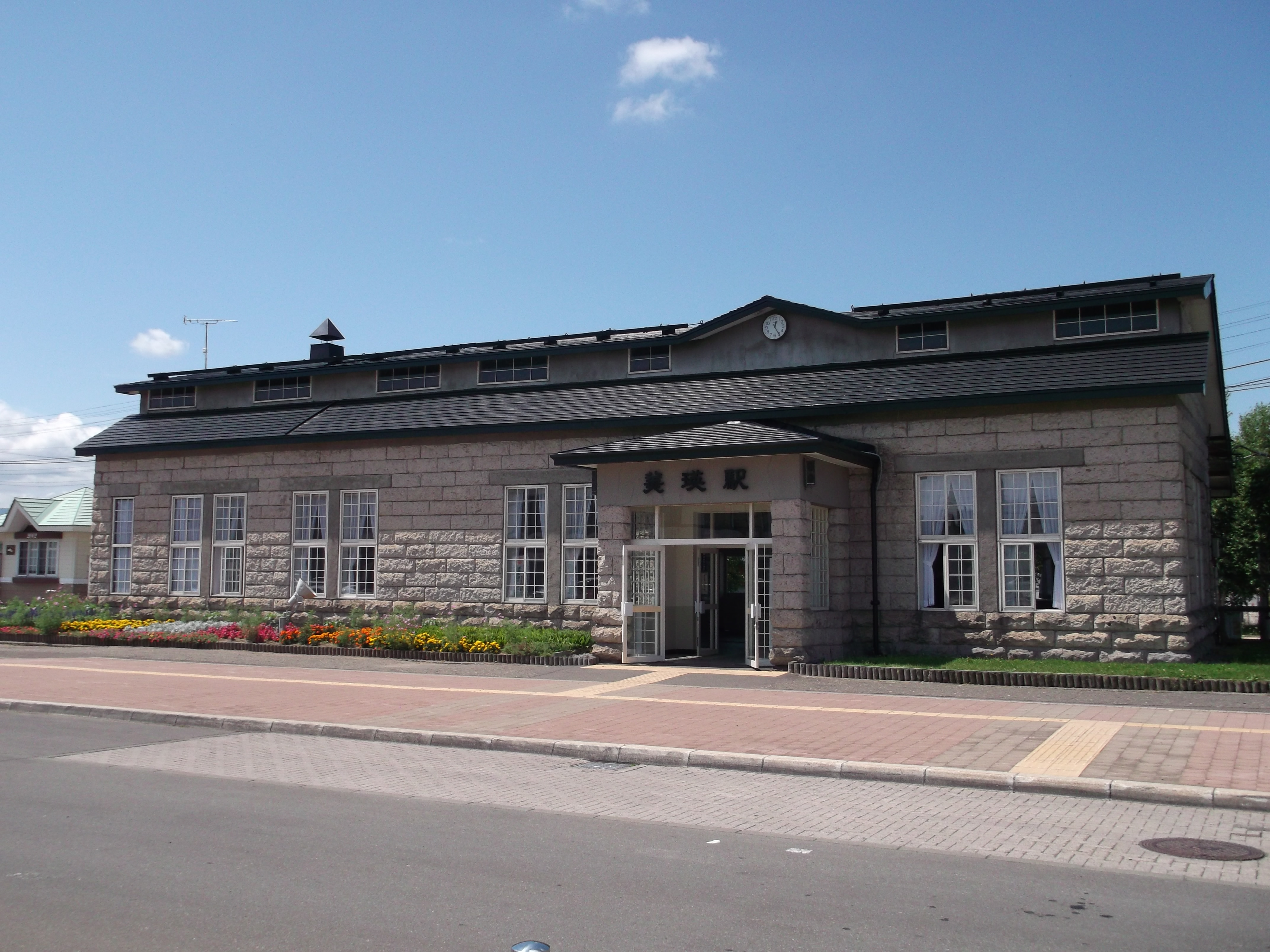
美瑛駅（2012年7月）

道の駅びえい「丘のくら」（2009年8月）

### 鉄道
- 北海道旅客鉄道（JR北海道）
  - 富良野線：北美瑛駅 – 美瑛駅 – 美馬牛駅

### バス
路線バス
- 道北バス
- ふらのバス

都市間バス
- 道北バス・北海道拓殖バス・十勝バス（共同運行）

### タクシー
- 美瑛ハイヤー

### 道路
町内を通る幹線道路は、シーニックバイウェイの「大雪・富良野ルート」、大雪 – 富良野 – 十勝を結ぶ「北海道ガーデン街道」になっている。
一般国道
- 国道237号
- 国道452号（未開通区間あり）

北海道道
- 北海道道70号芦別美瑛線
- 北海道道213号天人峡美瑛線
- 北海道道353号美沢上富良野線
- 北海道道543号上宇莫別美瑛停車場線
- 北海道道580号美馬牛神楽線
- 北海道道581号留辺蘂上富良野線
- 北海道道718号忠別清水線
- 北海道道824号美沢美馬牛線
- 北海道道966号十勝岳温泉美瑛線
- 北海道道1116号富良野上川線
- 北海道道1160号旭川旭岳温泉線

道の駅
- びえい「丘のくら」（北海道道213号沿い）
- びえい「白金ビルケ」（北海道道966号沿い）

### 滑空場

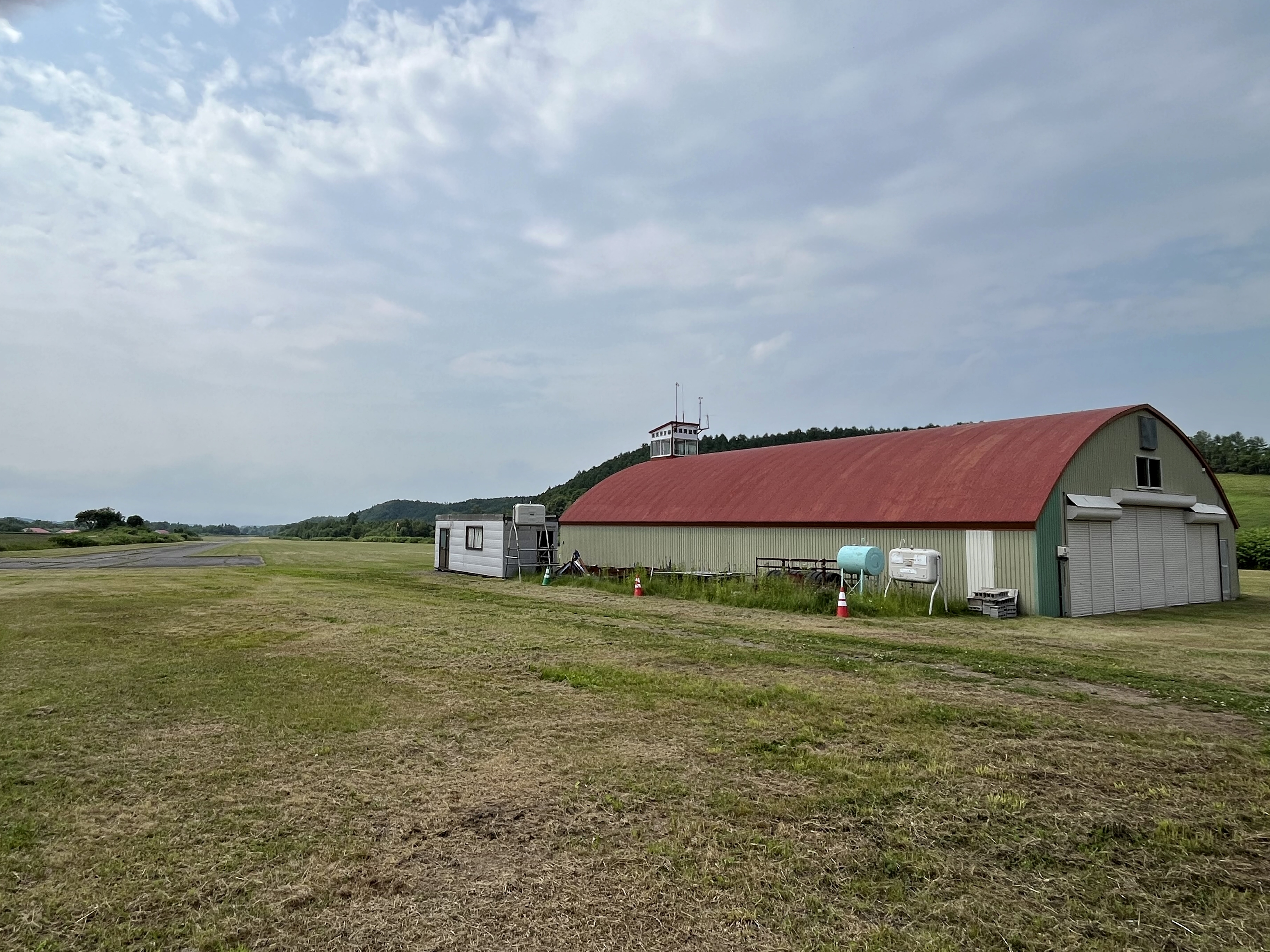
美瑛滑空場

- 美瑛滑空場

## 文化財
国指定
- 特別天然記念物
  - 大雪山[32]

町指定
- 高橋北修筆「絵画」6件 – 美瑛町郷土学館内
- 旧陸軍演習場廠舎門柱 – 美瑛小学校敷地内

## 神社
- 美瑛神社 – 東町4丁目701-23[33]
- 朗根内神社 – 朗根内[34]
- 下宇莫別神社 – 下宇莫別[35]
- 五稜神社 – 五稜40[36]
- 美馬牛神社 – 美馬牛[37]
- 美沢神社 – 美沢16線[38]
- 地神宮 – 美沢15線。地神[39]
- 置杵牛神社 – 置杵牛[40]
- 阪和神社（合祀） – 五稜第一[41]

他26の小神社が存在する

## 観光・レジャー

### パッチワークの路エリア
美瑛では大きくうねる幾重にも連なった丘に畑が広がっており、縫い合わせた色違いの布地に見立ててパッチワークの丘とよばれ、遠くに大雪山系の山並みが見える景観の良さから、ポプラの木をはじめ数々のCMロケ地も点在する観光名所となっている。一般に「パッチワークの路」とよばれるエリアは、美瑛の西に広がる丘陵地帯を指し、丘には広域農道を始めとして幾筋もの道が走っている。
畑がパッチワークのように見えるのは、同じ土地に同じ作物を繰り返し栽培すると土地が痩せる連作障害を防ぐ目的で、栽培期間や収穫時期の異なる、ジャガイモ、小麦、豆類、ビートなどを順に植え替えているためである。
訪日外国人旅行者の急増以来、ごみのポイ捨てや畑の踏み荒らし被害が後を絶たず、観光公害問題が長期化している。これまでも観光客に対して様々な手段での呼びかけが行われてきたが、解決には至っておらず、現在はスマートフォンを活用した「共存」と「通報」の2つの方法が試みられている。
- ぜるぶの丘・亜斗夢の丘
- ケンとメリーの木
- ジェフ写真館 Geoff Gallery
- 北西の丘展望公園（観光案内所）
- 菊地晴夫写真ギャラリー
- 阿部俊一ギャラリー
- マイルドセブンの丘 - 2018年に、トレードマークとなっていたカラマツ林が、5本のカラマツを残してほとんどが伐採され、かつての面影をなくした。
- 美瑛町北瑛体験交流施設「北瑛小麦の丘」[45]
- セブンスターの木

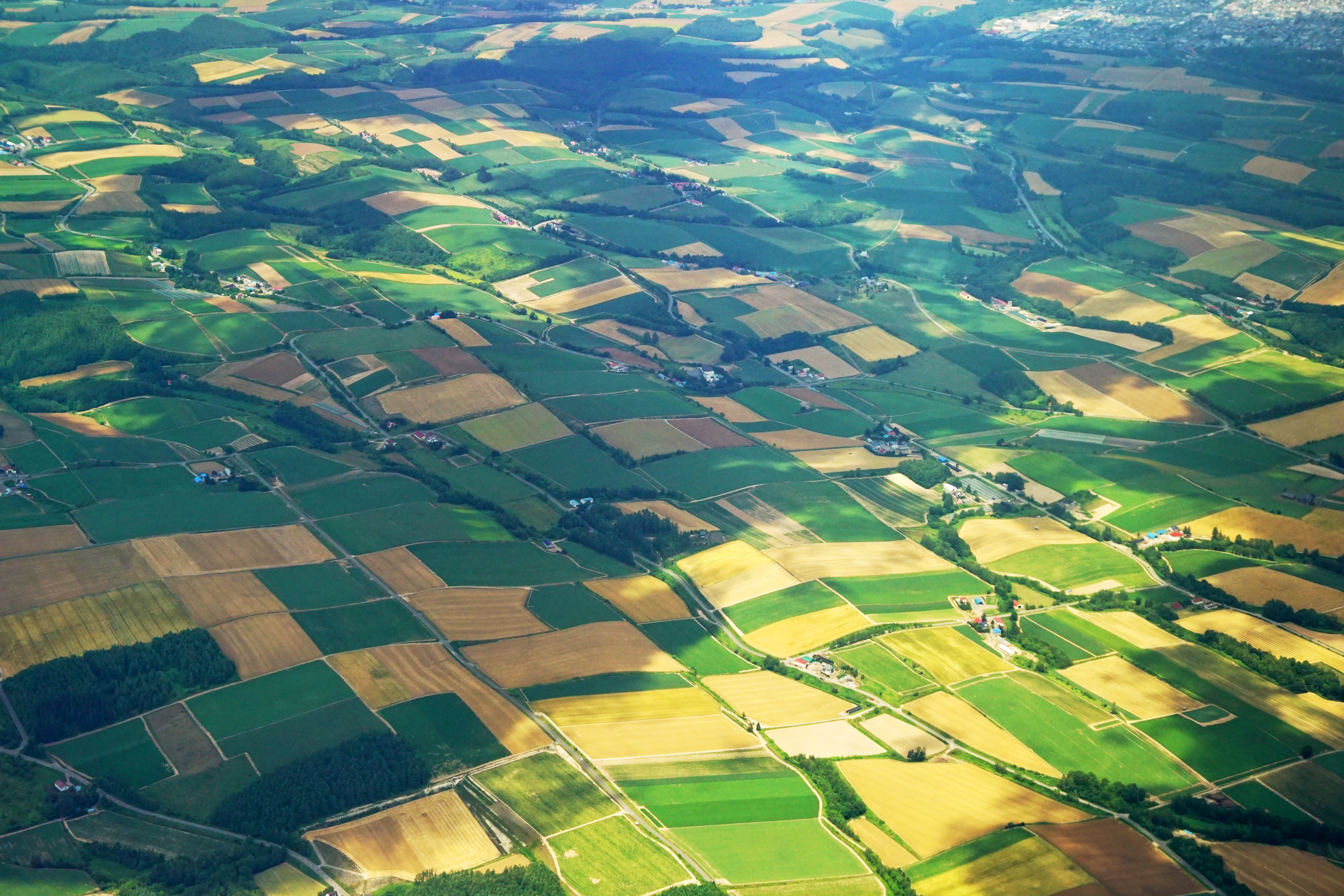
パッチワークの路（2014年7月）
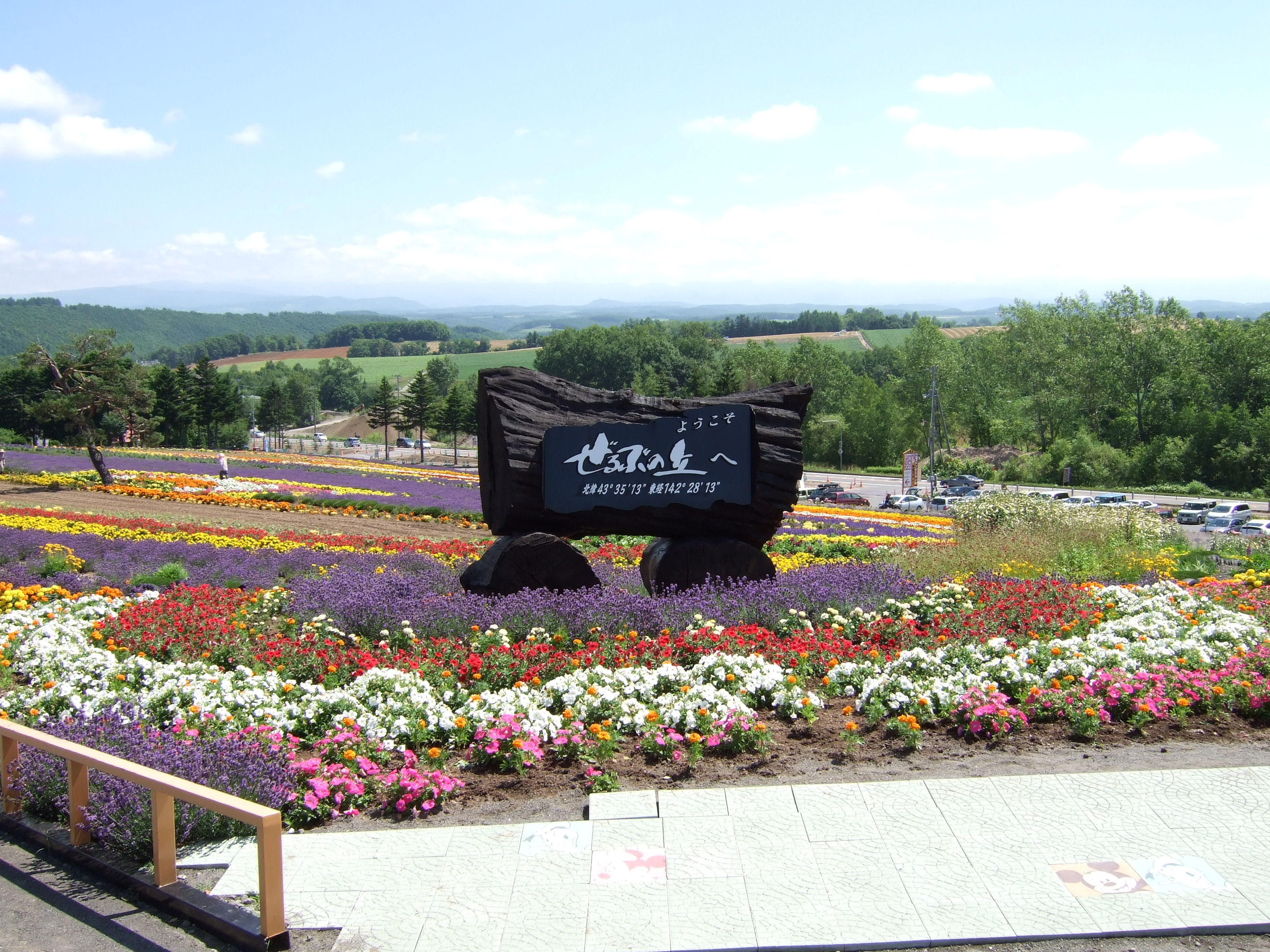
ぜるぶの丘（2007年7月）
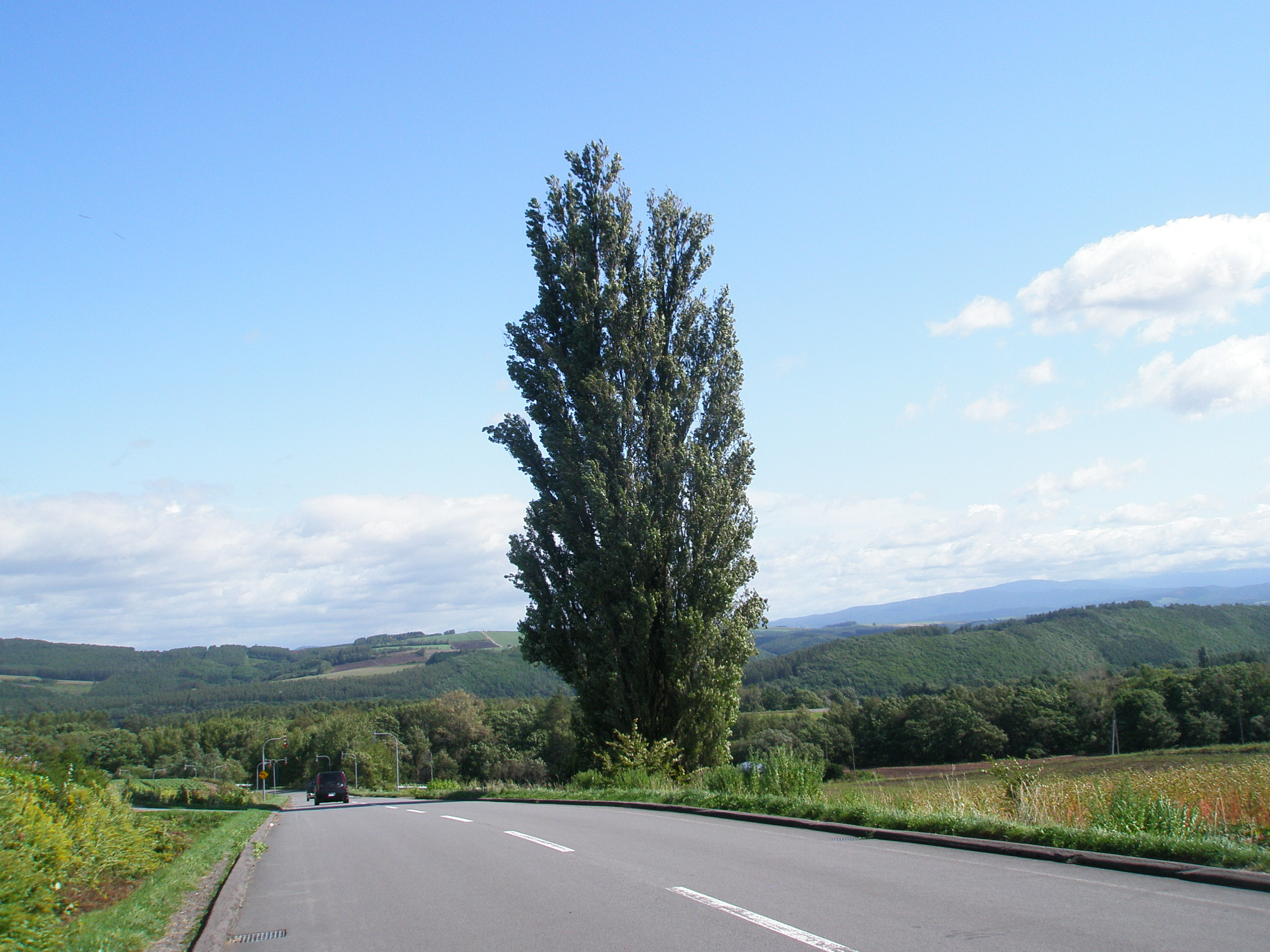
ケンとメリーの木（2011年9月）
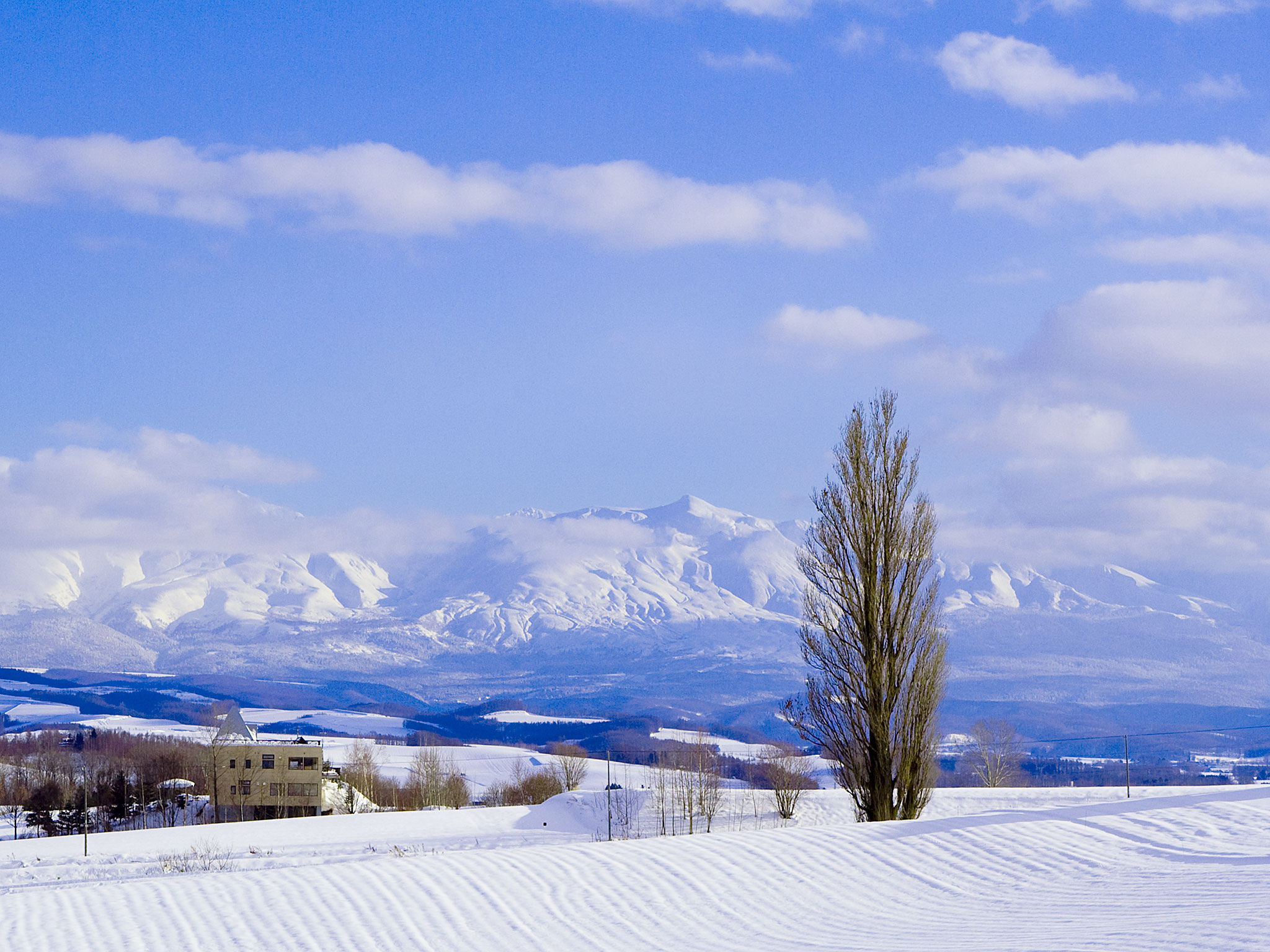
ケンとメリーの木と大雪山（2006年1月）

### 中心部エリア
- 美瑛選果[46]
- 四季の情報館
- 道の駅びえい「丘のくら」
- 丘のまち交流館 bi.yell（ビ・エール）[47]
- 美瑛町役場・四季の塔[48] - 1994年6月20日竣工、全高44m、展望32.4m[49]。
- 美瑛町郷土学館「美宙」（みそら）
- 美瑛神社
- 美瑛川河川敷歩くスキーコース

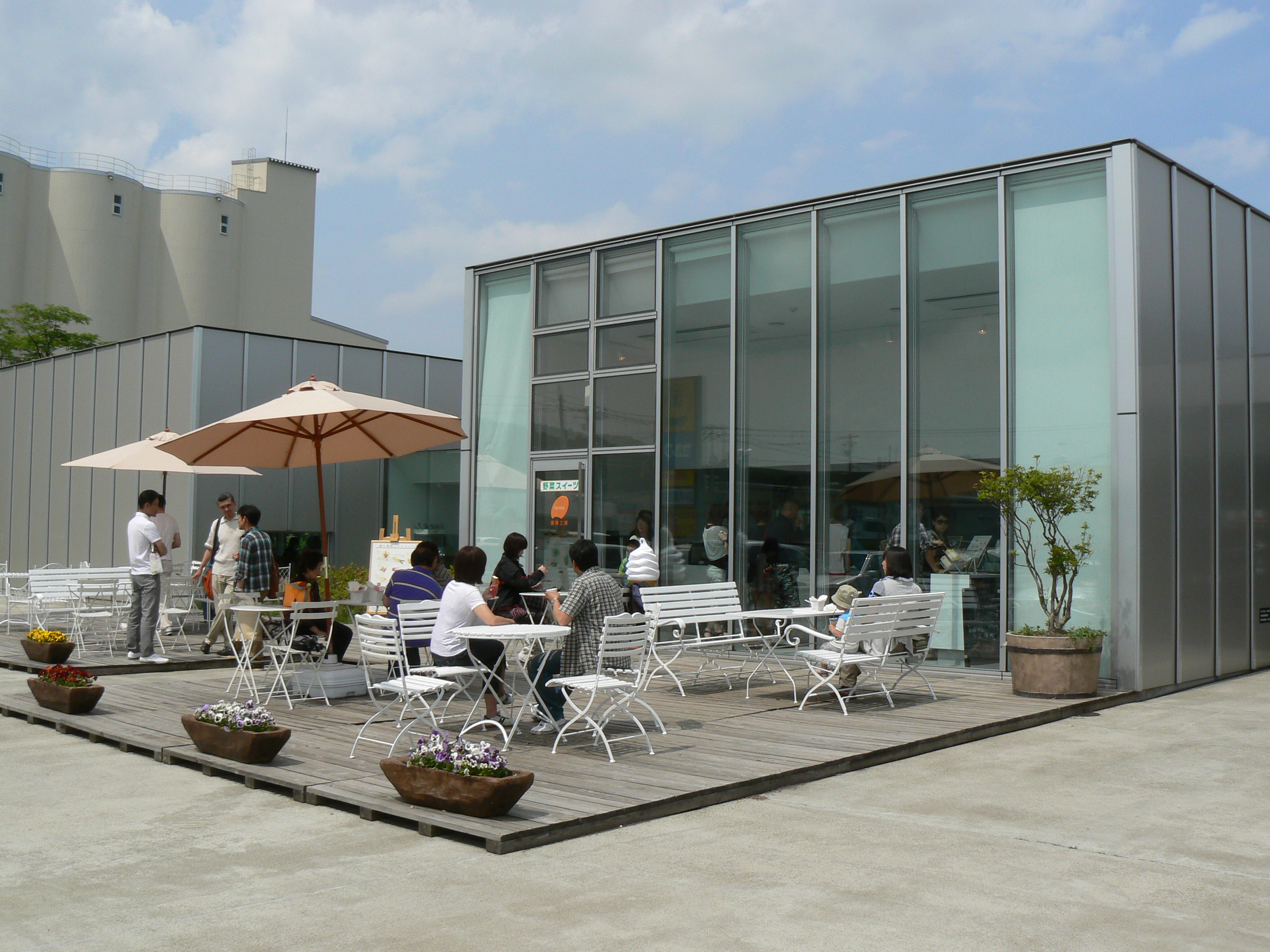
美瑛選果（2011年6月）
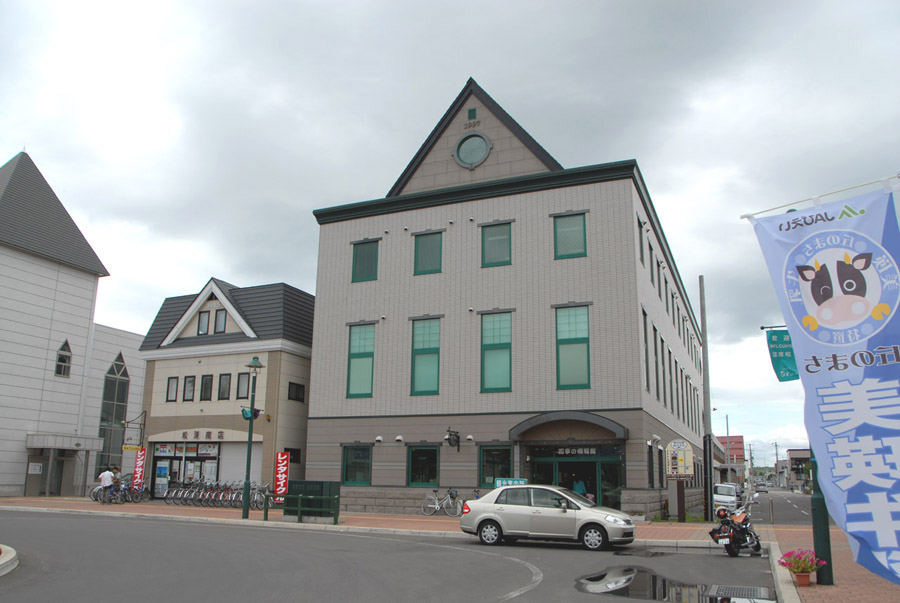
四季の情報館（2006年8月）

### 美馬牛・パノラマロードエリア
- 西美の杜美術館
- 五本の木[50]
- 新栄の丘展望公園
- クリスマスツリーの木
- 三愛の丘展望公園
- 橋立山4 km歩くスキーコース（積雪期のパノラマロード一部区間）
- 美瑛の丘のおもちゃ屋さん
- 千代田の丘見晴らし台
- ファームズ千代田[51]
- 四季の交流館
- 拓真館
- 四季彩の丘
- 新星館 須田剋太・島岡達三美術館（高山植物・岩庭園）

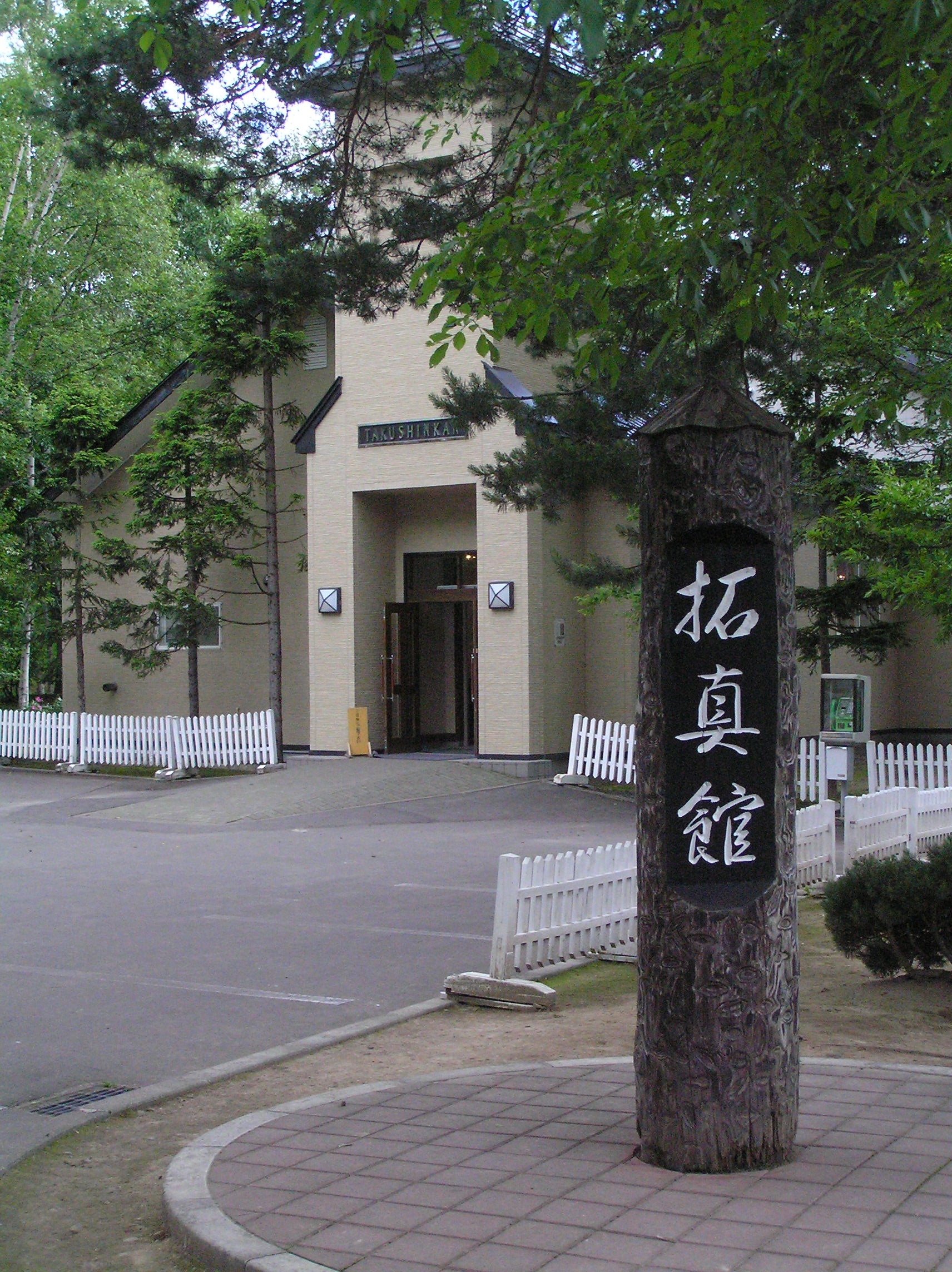
拓真館（2006年6月）
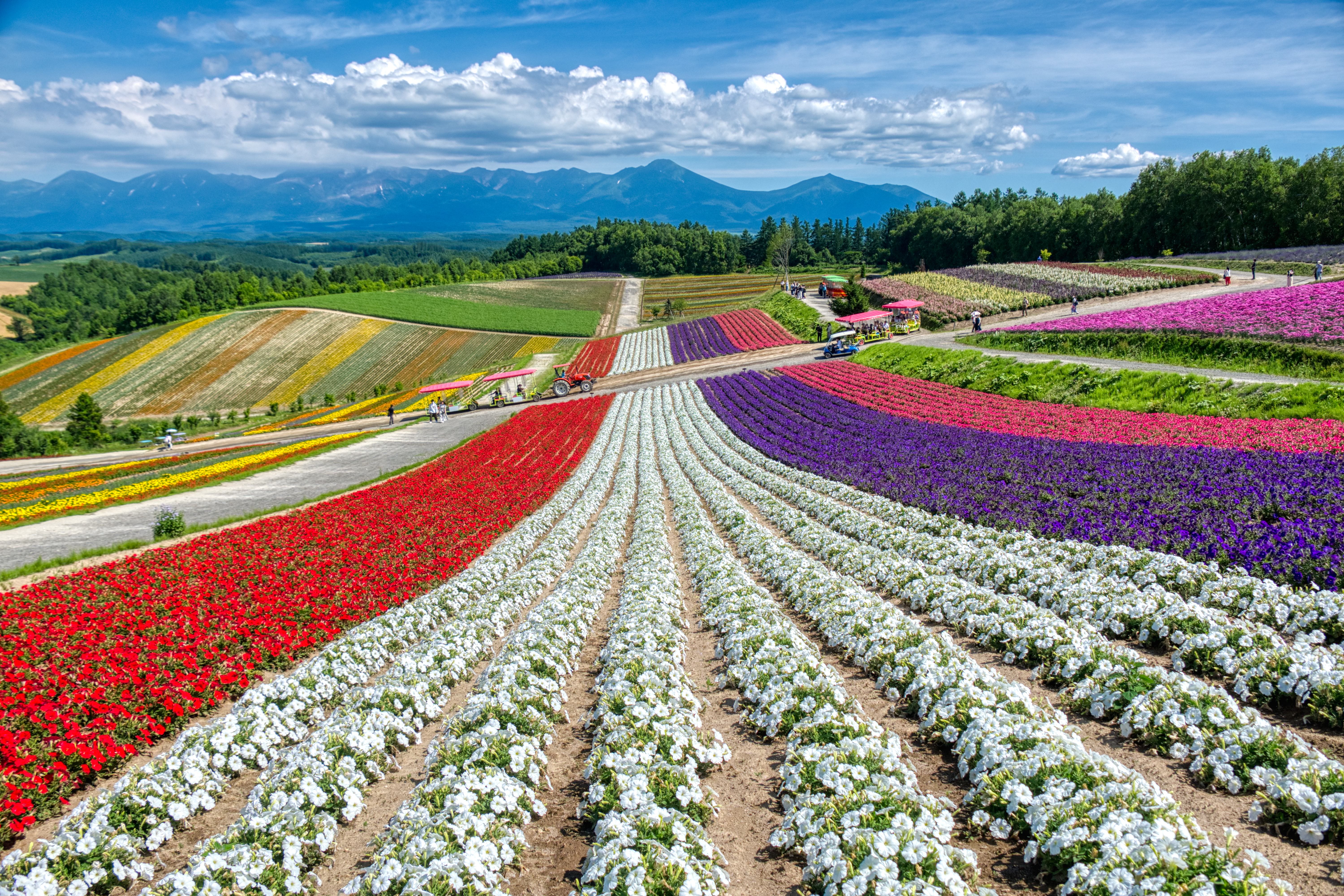
四季彩の丘（2021年7月）

### びえい白金温泉エリア
- 道の駅びえい「白金ビルケ」
- 青い池
- 白金不動の滝
- 美瑛町営白金牧場（白金模範牧場）
- 美瑛自然の村キャンプ場
- 国設白金野鳥の森
- 白金温泉
- 白金観光センター
- 白ひげの滝
- 国立大雪青少年交流の家[20]
- 美瑛白金ノルディックコース（クロスカントリーコース、ネイチャーウォーキングコース）
- 国設白金野営場
- 十勝岳火山砂防情報センター[52]
- 十勝岳望岳台防災シェルター
- 十勝岳望岳台

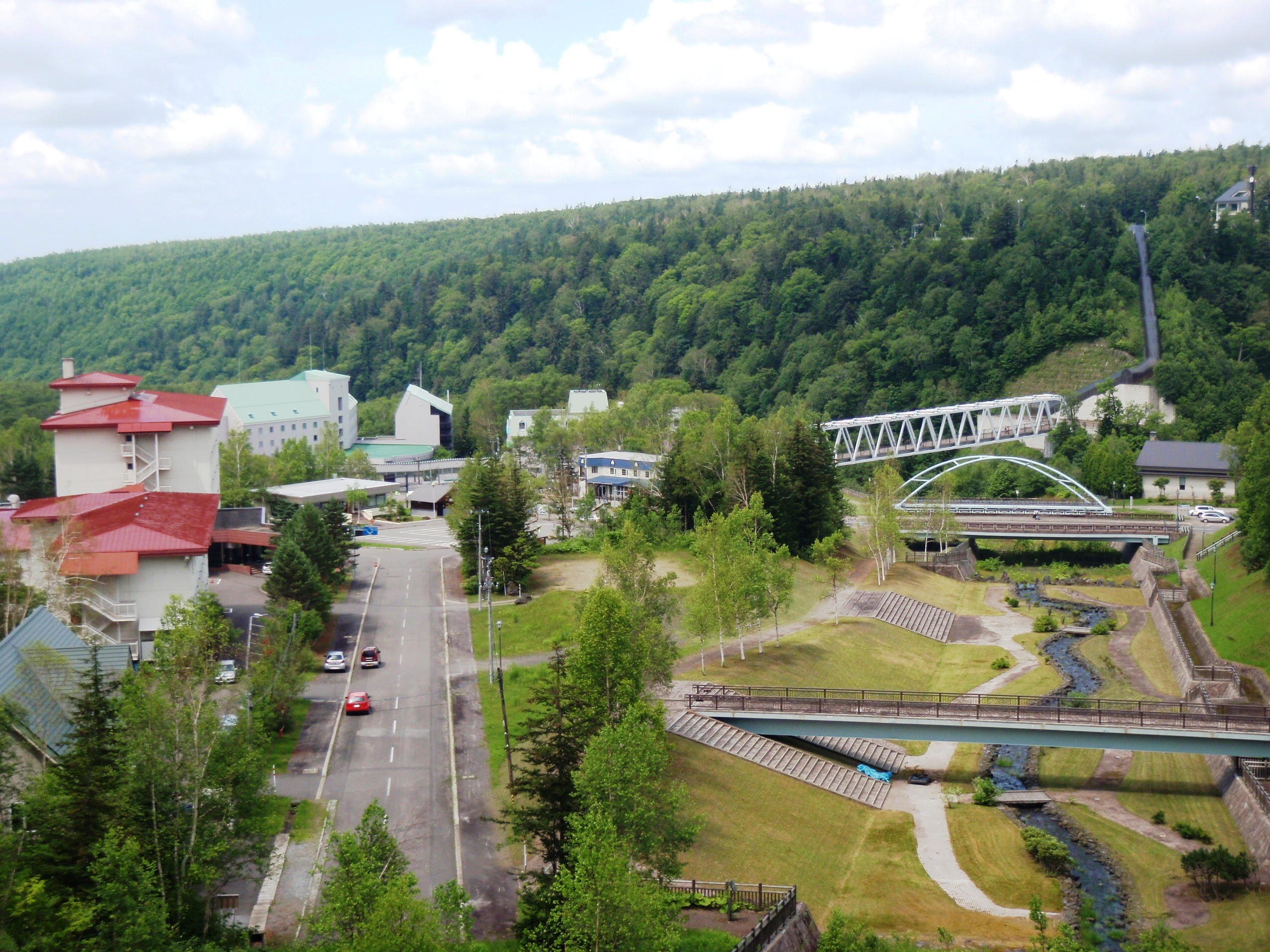
白金温泉（2011年8月）
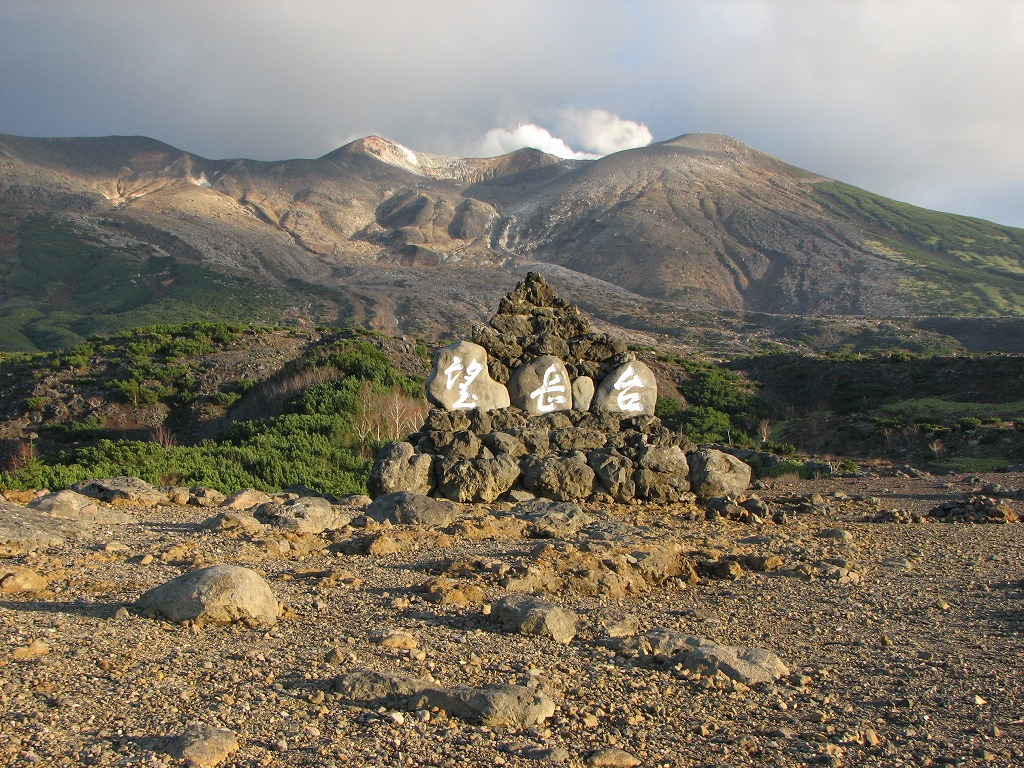
十勝岳望岳台（2008年10月）

## 祭事・催事
- びえい雪遊び広場（1月）
- 寬仁親王記念丘のまちびえい宮様国際スキーマラソン（2月）[53]
- 丘のまちびえいフォトコンテスト審査結果発表（3月）
- びえい桜まつり（5月）
- 丘のまちびえいヘルシーマラソン（6月）[54]
- 那智・美瑛火祭り（7月）
- どかんと農業まつり（8月）
- 丘のまちびえいセンチュリーライド（9月）[55]

## 美瑛町が舞台・ロケ地となった作品
| CM - 日産自動車「スカイライン」 - 日本航空 JAL 先得「ニッポンを見つけよう」 ドラマ - 『ワイルドで行こう』 - 『北の国から'98時代』 - 『ラブ・レター』 - 『優しい時間』 - 『牛に願いを Love&Farm』 - 『ラブレイン』 映画 - 『学校II』 - 『雨鱒の川』 - 『愛を積むひと』 - 『糸』 | 漫画・小説 - 山本おさむ・森信雄『聖 -天才・羽生が恐れた男-』 - 伊園旬『ブレイクスルー・トライアル』 - 森和美『エシカルンテ』 アニメ - 『フィギュア17 つばさ&ヒカル』 - 『魔法遣いに大切なこと 〜夏のソラ〜』 - 『プリティーリズム』 ゲーム - 『北へ。White Illumination』 - 『風雨来記3』 ミュージック・ビデオ（MV） - GLAY 『Winter,again』 |

## 人物
50音順

| 出身人物 - 安彦諭（クロスカントリースキーIDクラス選手） - 大西有二（法学者） - 木村庄之助 (31代)（大相撲立行司） - 桜井清枝（長野県白馬村元村議） - 二木健太（バレーボール選手） - 浜田哲（美瑛町長） | ゆかりのある人物 - 伊東剛（写真家） - 榎木孝明（俳優・画家） - 島岡達三（陶芸家） - 須田剋太（画家） - 前田真三（風景写真家。「拓真館」設立。美瑛町特別功労者章受章） |

## 町民憲章
美瑛町町民憲章

## 参考資料
- “北海道・美瑛〜丘のまちびえいで過ごす休日〜” (PDF).   美瑛町観光協会. 2016年3月29日閲覧。
- “富良野・美瑛 ちょっと暮らすように旅をする〜ふらのびえい田園休暇街道 〜富良野・美瑛 広域観光圏整備計画〜” (PDF).  観光庁. 2016年3月30日閲覧。
- “びえいの街づくり” (PDF).   美瑛町 (2014年). 2016年10月27日閲覧。
- “美瑛町景観計画1” (PDF).   美瑛町 (2015年). 2016年10月27日閲覧。
- “美瑛町景観計画2” (PDF).   美瑛町 (2015年). 2016年10月27日閲覧。
- “平成28年度美瑛町町勢要覧（資料編）” (PDF).   美瑛町 (2016年). 2016年10月27日閲覧。
- “美瑛の丘”. 北海道ファンマガジン. 2016年10月27日閲覧。